# Justinianische Pest
Bei der Justinianischen Pest, seltener auch Pest des Justinian genannt, handelt es sich um eine zur Zeit des oströmischen Kaisers Justinian (527–565) ausgebrochene Pandemie, die erstmals 541 in Ägypten in den Gesichtskreis der Geschichtsschreiber trat, 542 Konstantinopel erreichte und sich bald darauf im gesamten spätantiken Mittelmeerraum verbreitete. Diese Pandemie trug infolge der Bevölkerungs- und Wirtschaftsverluste möglicherweise indirekt zum Misserfolg der Restauratio imperii Justinians und dem Ende der Antike im 6. Jahrhundert bei.
Sie gilt als die größte antike Epidemie zwischen Nord- und Nordwesteuropa, dem Mittelmeerraum und dem Sassanidenreich. Nachdem sie 544 im Oströmischen Reich für erloschen erklärt worden war, flackerte sie 577 wieder auf und blieb im Mittelmeerraum lange Zeit endemisch. Bis nach 770 kam es zu unregelmäßigen Ausbrüchen der Krankheit, der apokalyptische Ausmaße zugeschrieben wurden. Nach derzeitigem Forschungsstand handelte es sich bei der Seuche um die Pest, ausgelöst von dem Erreger Yersinia pestis (Biovar Antiqua). Wie gravierend die Folgen dieser Pandemie waren, ist Gegenstand einer intensiven Forschungsdebatte.

## Quellenlage

Das Oströmische Reich (orangefarben) im Jahr 565, mit den territorialen Rückeroberungen (Restauratio imperii) (gelb) Justinians I. (um 482–565).

## Die Ausbreitung der ersten Welle der Seuche (541–544)

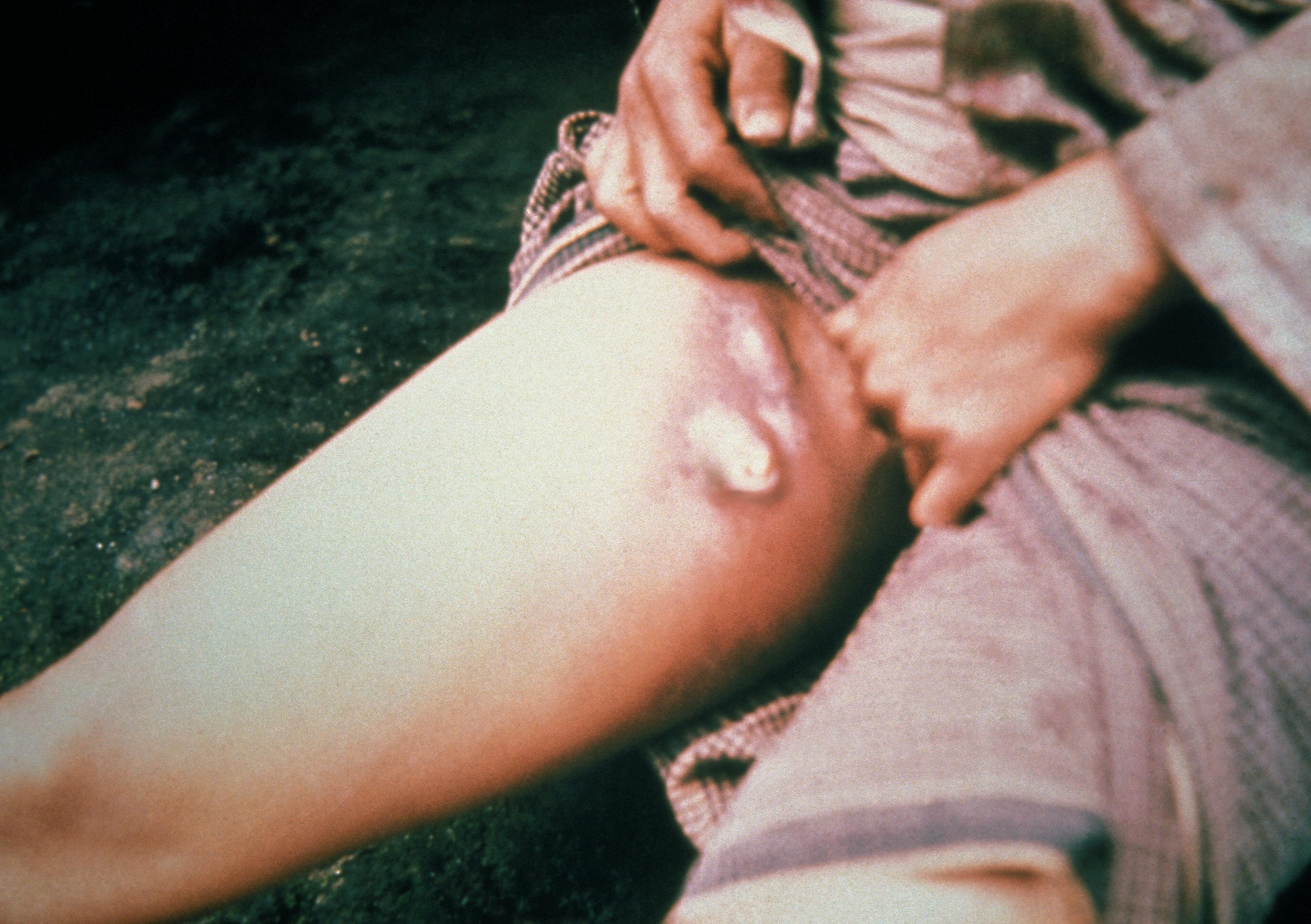
Von der Beulenpest verursachte Schwellungen (Beulen genannt) in der Leistenregion

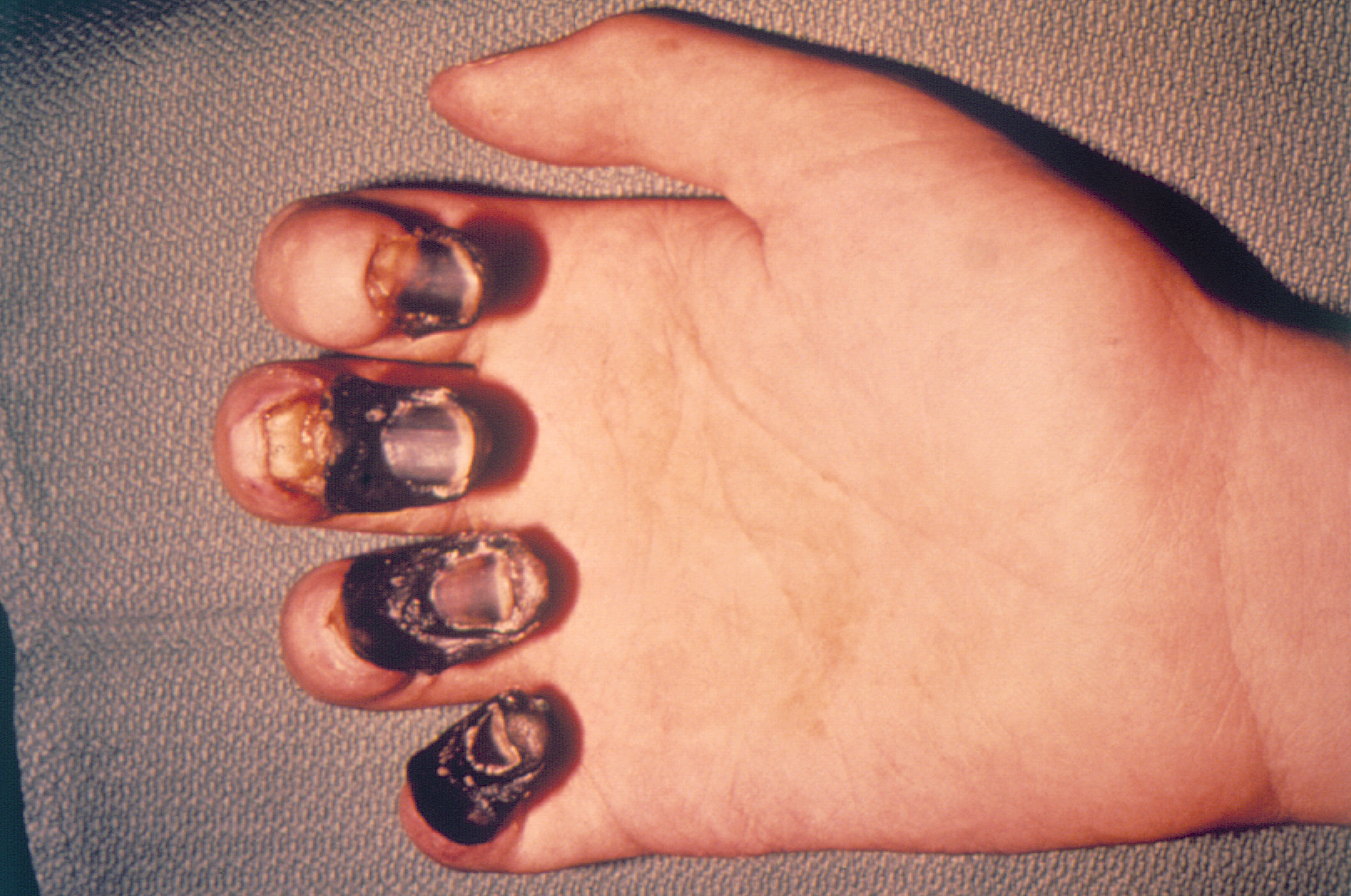
Bei der septikämischen Pest kommt es zu einer disseminierten intravasalen Koagulopathie. Hierdurch wird in den kleinen Gefäßen der Blutfluss blockiert; die Folge sind u. a. Gangränen in den (akralen) Gliedmaßen, welche sich schwarz verfärben, was zu der Bezeichnung Schwarzer Tod führte.

## Die Identifikation des Krankheitserregers

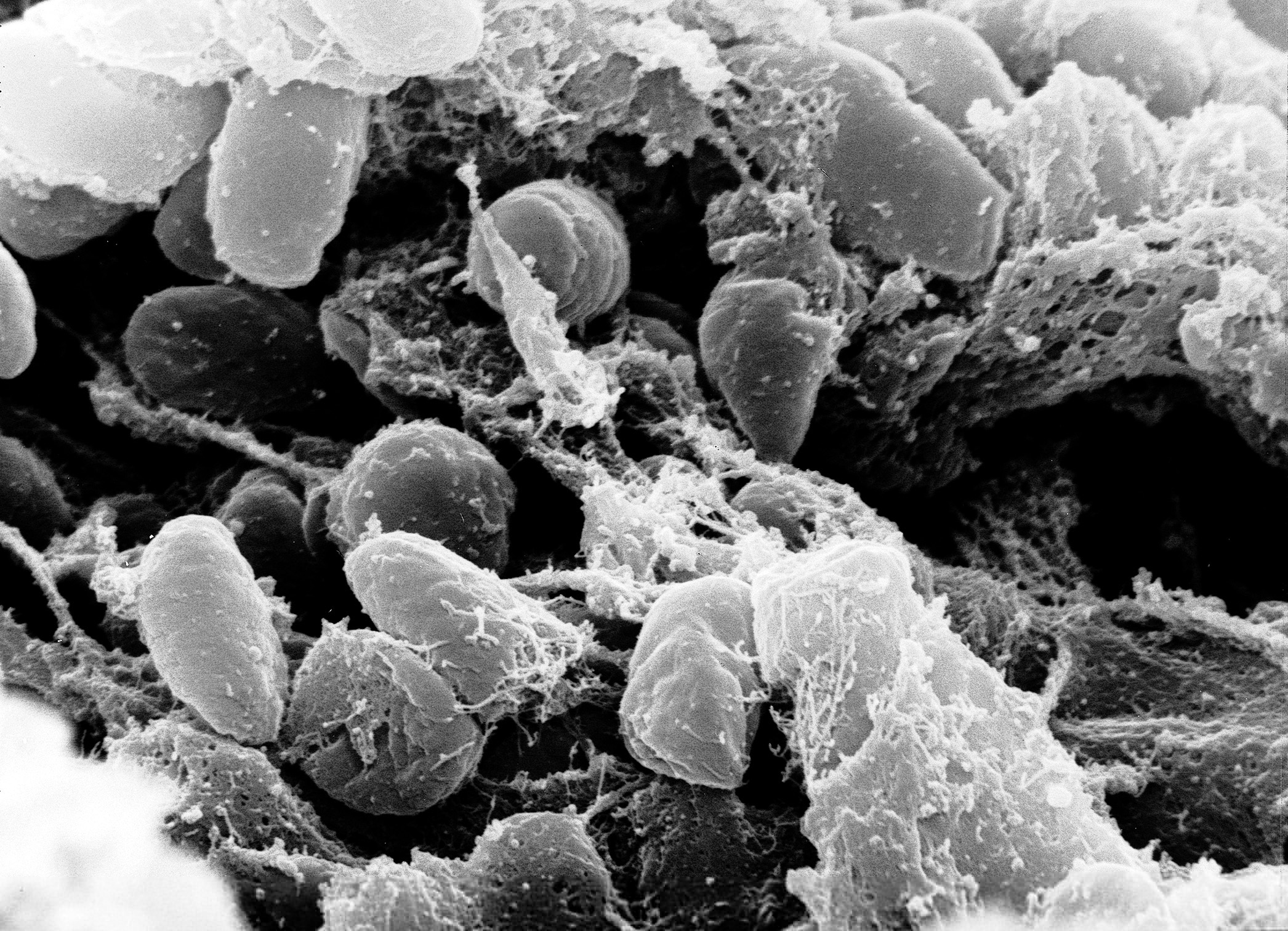
Yersinia pestis unter dem Rasterelektronenmikroskop

## Mögliche längerfristige Folgen

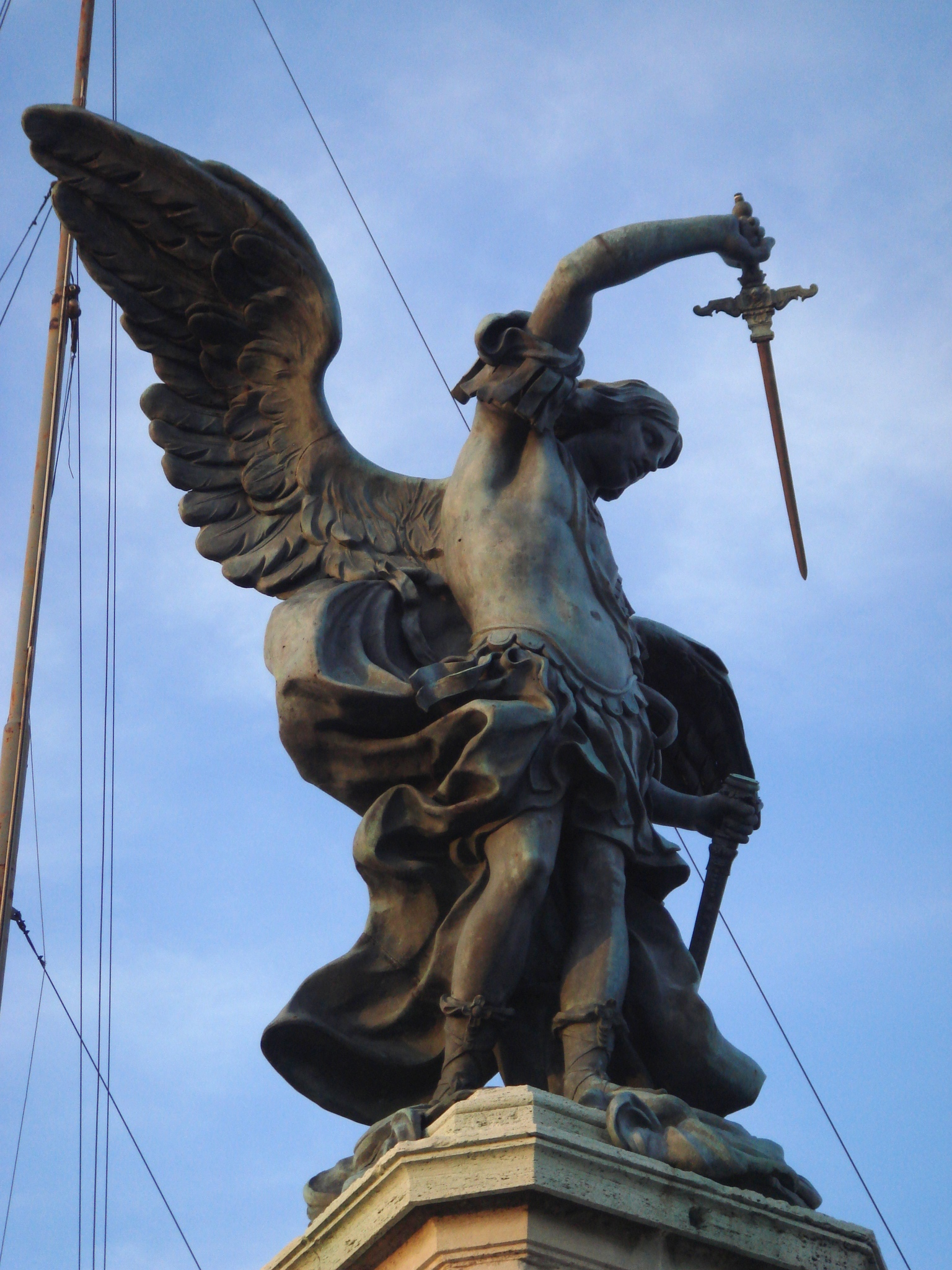
In einer künstlerischen Rezeption wird die Plastik eines Engels auf dem römischen Castel Sant’Angelo dargestellt, der sein Schwert wieder in die Scheide steckt, ein Symbol für das „Ende der Pest im Jahr 590.“ Wohl schon im 13. Jahrhundert stand hier eine Statue, die 1554 durch ein Werk des Raffaello da Montelupo ersetzt wurde, dem wiederum die jetzige Skulptur von Peter Anton von Verschaffelt 1752 folgte.